# Vincenzo Iaquinta
Vincenzo Iaquinta (ur. 21 listopada 1979 w Cutro) – włoski piłkarz występujący na pozycji napastnika, od sezonu 2007/2008 zawodnik klubu Juventus F.C. grającego w Serie A, reprezentant Włoch, również na Mistrzostwach Świata 2006.

## Życiorys
Swoją karierę piłkarską rozpoczynał Iaquinta w klubie Reggiolo w 1996 roku. Do 2000 roku występował w niższych ligach. W 1998 zaliczył 13 występów w Padova Calcio, zaś od 1998 do 2000 był zawodnikiem Castel di Sangro (52 mecze i 8 bramek). W 2000 został kupiony przez Udinese Calcio, w którym zadebiutował w Serie A. W 2004 został powołany po raz pierwszy do reprezentacji Włoch, w której zadebiutował rok później. W Serie A zajął z klubem 4. miejsce i wywalczył prawo gry w eliminacjach do Ligi Mistrzów. W sezonie 2005/2006 występował w tych rozgrywkach i zdobył w nich 3 gole. Iaquinta popadł jednak w konflikt z władzami Udinese o zarobki. W 2006 zadebiutował na Mistrzostwach Świata w pierwszym meczu przeciwko Ghanie (2:0), w którym zdobył drugą bramkę. Dotychczas rozegrał w reprezentacji Włoch 28 meczów i strzelił 4 bramki.
19 czerwca 2007 przeszedł z Udinese Calcio do Juventusu za 11,3 miliona euro.
Po początkowych niezłych sezonach za trenera Claudio Ranieriego coraz częściej zaczęły go prześladować kontuzje. W grudniu 2010 zaliczył 3 asysty i wydawało się, że wraca do dawnej dyspozycji, jednak powróciły problemy zdrowotne m.in. z kolanem i mięśniami, przez co stracił kolejne pół roku. U Antonio Conte nie dostał większych szans gry, więc chcąc odbudować formę, przeniósł się na zasadzie wypożyczenia do Ceseny 31 stycznia 2012.